# Historisches Museum Gotha
Historisches Museum Gotha ist der aktuelle Name für das 1928 im Westturm von Schloss Friedenstein im thüringischen Gotha  eröffnete Heimatmuseum. Die Ursprünge reichen bis ins späte 19. Jahrhundert zurück, als Bürger der Stadt sich mit dem Ziel des Bewahrens der heimatlichen Geschichte und des Brauchtums zusammenschlossen. Heute ist das Historische Museum Gotha eines der bedeutendsten kulturgeschichtlichen Museen des Freistaats.

## Geschichte

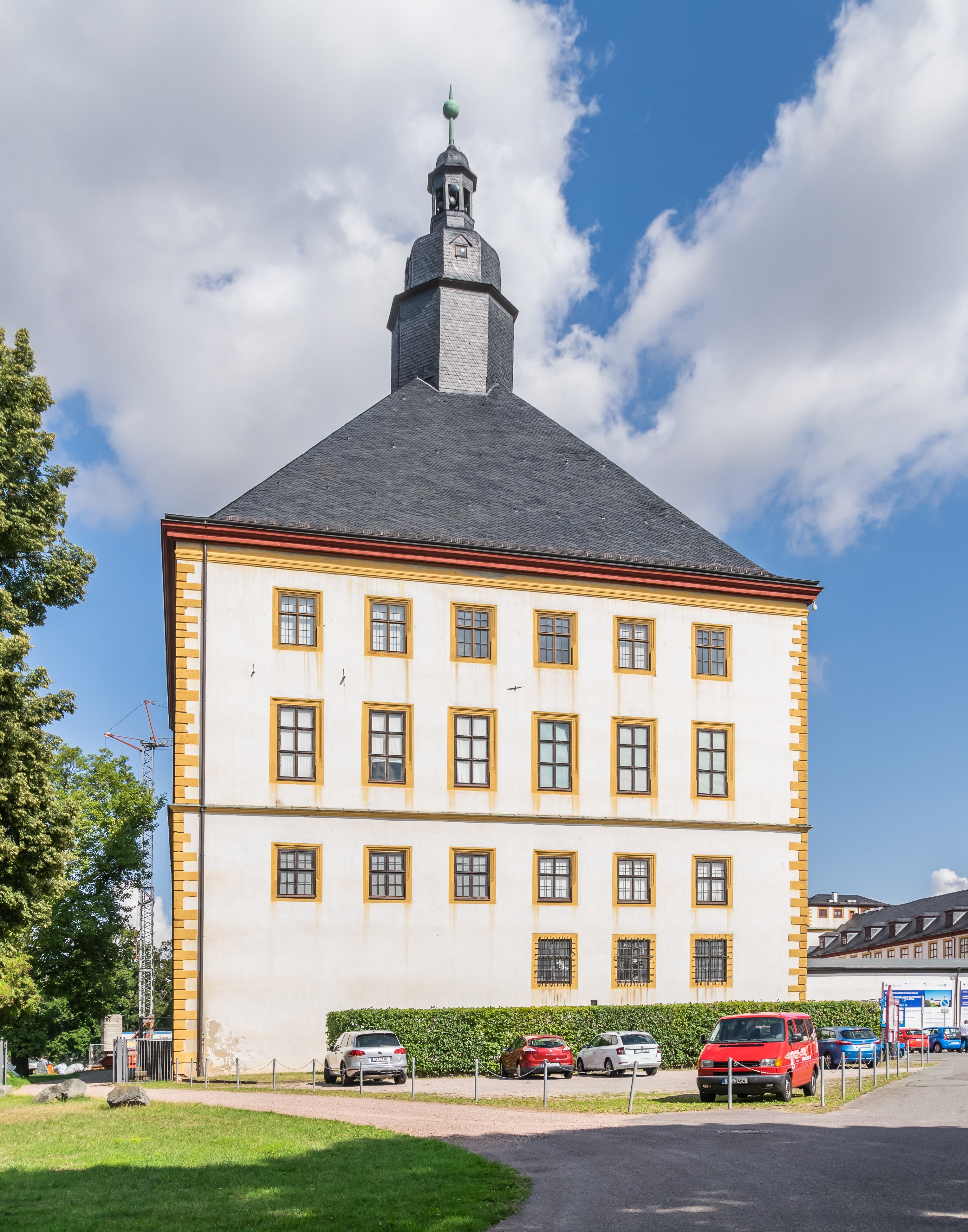
Westturm von Schloss Friedenstein (2019)

Die Bestände fußen auf den Sammlungen des 1872 gegründeten Anthropologischen Vereins und der 1895 etablierten Vereinigung für Gothaische Geschichte und Altertumsforschung. Deren Gründungsmitglieder Georg Florschütz, Heinrich Heß und Luise Gerbing widmeten sich dem Bewahren der heimatlichen Geschichte sowie dem Brauchtum. Ihre Publikationen waren Anreiz für zahlreiche Privatsammlungen von z. B. Trachten, Uniformen, Waffen, Möbeln, Porzellan und Objekten der Ur- und Frühgeschichte. Sie sollten das Sammlungsprofil des 1928 eröffneten Heimatmuseums im Westturm von Schloss Friedenstein bestimmen.
Das Vermögen der 1923 in Verein für Gothaische Geschichte und Altertumsforschung umbenannten Vereinigung fiel 1949 satzungsgemäß an die Stadt Gotha. 1968 erfolgte die Eingliederung des Heimatmuseums in den neu gegründeten Verband Museen der Stadt Gotha, 1969 die Umbenennung in Museum für Regionalgeschichte und Volkskunde und 2004 der Übergang in die Trägerschaft der Stiftung Schloss Friedenstein Gotha.
Unter der Federführung der Stiftung wurde das Museum im Juli 2012 erneut umbenannt: in Historisches Museum Gotha. Die 2017 begonnene Planung für eine neue Dauerausstellung hatte im Januar 2018 deren Schließung und gleichzeitig die Eröffnung einer Interimsausstellung zur Folge.
Seither bietet die „Baustelle Geschichte“ im Nordflügel des Schlosses Einblicke in die größte regionalgeschichtliche Sammlung Thüringens. Die künftige Dauerausstellung, deren Eröffnungsdatum derzeit noch nicht feststeht, wird über 1000 Quadratmeter im Westflügel belegen.

## Sammlung
Die Bestände der Kulturgeschichtlichen Abteilung bilden das Kernstück der Sammlung. Das breit gefächerte Inventar reicht von Grafiken und Gemälden über Handwerk, Hausrat, Spielzeug und Vereinswesen bis hin zu Exponaten der jüngsten Geschichte. Ergänzt werden sie von mehreren großen Spezialsammlungen aus den Themenbereichen Waffen und Militaria, Uhren, Musikinstrumente, Bekleidung, Trachten und Textilien, Schriften und Karten.
In der Abteilung Ur- und Frühgeschichte stammen  die ältesten Funde aus der Steinzeit vor etwa 100.000 Jahren. Grabfunde, Werkzeuge, Gefäße, Schmuck etc. zeigen die historische Entwicklung bis zur Völkerwanderungszeit auf. Im Ausstellungsbereich vom Mittelalter bis zur frühen Neuzeit liegt das besondere Interesse auf der wirtschaftlichen Entwicklung, der Reformationszeit und den Reformen des ersten Schlossherrn, Herzog Ernst I. von Sachsen-Gotha-Altenburg.
Die Friedenstein Stiftung Gotha zeigt in ihrer derzeitigen „Baustelle Geschichte“ eine Auswahl an archäologischen Funden sowie einige Kunstwerke und Kuriositäten. 62 Objekte visualisieren die Geschichte Thüringens von prähistorischer Zeit bis zur Deutschen Einheit.